# Парк имени Ленина (Ханой)
Парк имени Ленина (Công viên Lê Nin, конг вьен Ле Нин, ранее Chi Lăng, Ти Ланг) — расположен напротив музея армии в столице Вьетнама Ханое, на улицах Дьен Бьен Фу, Чан Фу и Хоанг Де. Парк треугольной формы, общей площадью 17 183 метров, включает в себя архитектурный памятник Ленину .
Парк имени Ленина раньше назывался Тхонг Нят, что в переводе означает «Объединённый». У этого названия — непростая история. Оно отражает надежду северной части разделенной надвое страны (парк был открыт в 1960 году) на воссоединение с южной половиной. В апреле 1980 года, в честь 110-летия со дня рождения Ленина, парк был переименован и по сей день носит имя парка имени Ленина. Именно здесь проводится ежегодный Фестиваль весенних цветов, приходящийся на время праздника Тет. Также парк является местом занятия гимнастикой для жителей близлежащих районов.
Памятник Ленину, работы скульптора А. А. Тюренкова, был установлен в парке в 1982 году. Имя Ленина на памятнике написано по-вьетнамски — «V. I. Lê Nin». На церемонии его открытия присутствовал член Политбюро ЦК КПСС Михаил Горбачёв. Памятник является подарком для V съезда Коммунистической партии Вьетнама.
К памятнику регулярно приносят цветы. 22 апреля 2008 года руководители и представители партийного и административного комитетов Ханоя, центрального и городского общества дружбы с Россией, Ассоциации вьетнамских выпускников советских и российских вузов возложили венки к памятнику по случаю 138-летия со дня рождения Ленина.

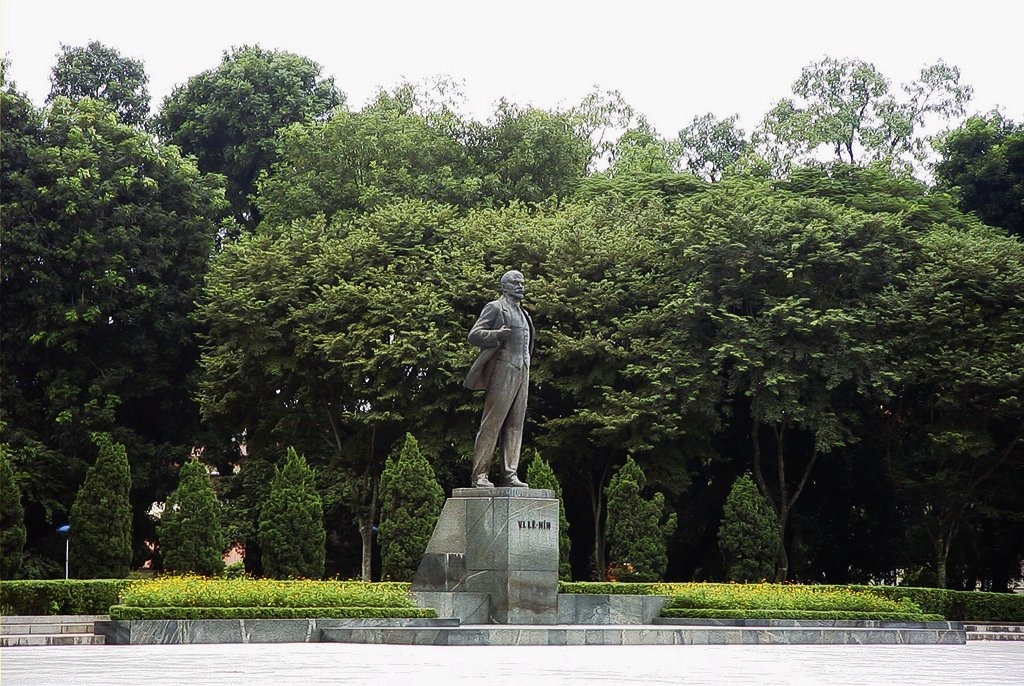
Парк имени Ленина
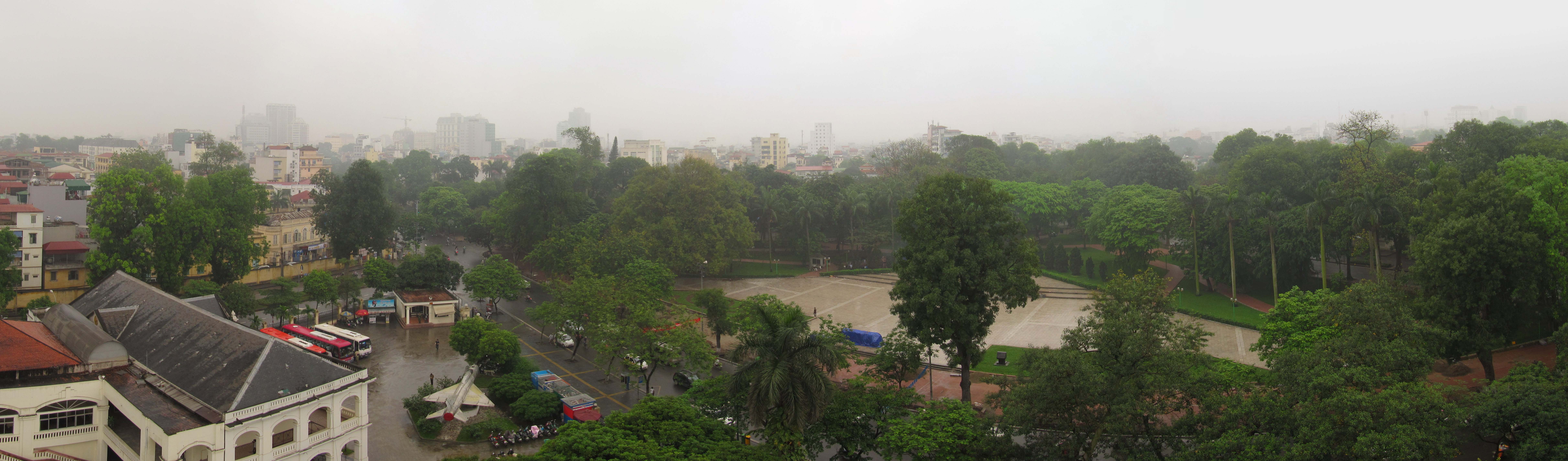
Панорама парка